# Paul L. Payne
Paul Lawrence Payne (Alcoa, 5 de septiembre de 1921 - Knoxville, 28 de febrero de 1992) fue un escritor y editor estadounidense de revistas de ciencia ficción.
Incursionó en el cuento y novela; además, abordó el ensayo a través de The Vizigraph que se publicó en Planet Stories. Como editor, estuvo detrás de varias publicaciones pulp, entre las que se encontraban Action Stories, Jungle Stories y Wings. También, fue subeditor de Planet Stories, ocupando esta posición entre los números del otoño de 1946 hasta la primavera de 1950.